# Ralf Bauer
Ralf Bauer (Karlsruhe, 12 settembre 1966) è un attore e conduttore televisivo tedesco.
Ha recitato sia sul grande che sul piccolo schermo. Prima di entrare a far parte del mondo dello spettacolo ha stabilito un record che è rimasto per quindici anni nel Guinness dei Primati.

## Biografia
Nessuno conosceva Ralf Bauer fino al 1987 quando, appena ventenne, è entrato nel Guinness dei Primati per aver baciato 4.499 donne in 8 ore (record che verrà infranto nel 2002) . Molti registi l'hanno quindi contattato; ma solo negli anni 90, dopo aver condotto alcuni programmi televisivi per l'infanzia ed essersi applicato seriamente in corsi di recitazione e di danza, Ralf Bauer ha debuttato come attore, nella serie tv Controvento, cui ha fatto seguito la sua prima interpretazione al cinema, nel ruolo del protagonista di Workaholic, pellicola che ha ottenuto un grande successo in patria. Nel 1998 ha lavorato nel film tv in due parti Il cuore e la spada (trasmesso in Italia da Canale 5), dove ha dato volto a Tristano, l'eroe del ciclo bretone. Negli anni successivi ha continuato a dividersi tra televisione e cinema, prediligendo quest'ultimo e in particolare i film brillanti e quelli sentimentali.
Fervente sostenitore della causa tibetana e ammiratore del Dalai Lama, ha anche pubblicato tre DVD su yoga e meditazione orientale.